# 筑後川 (團伊玖磨)

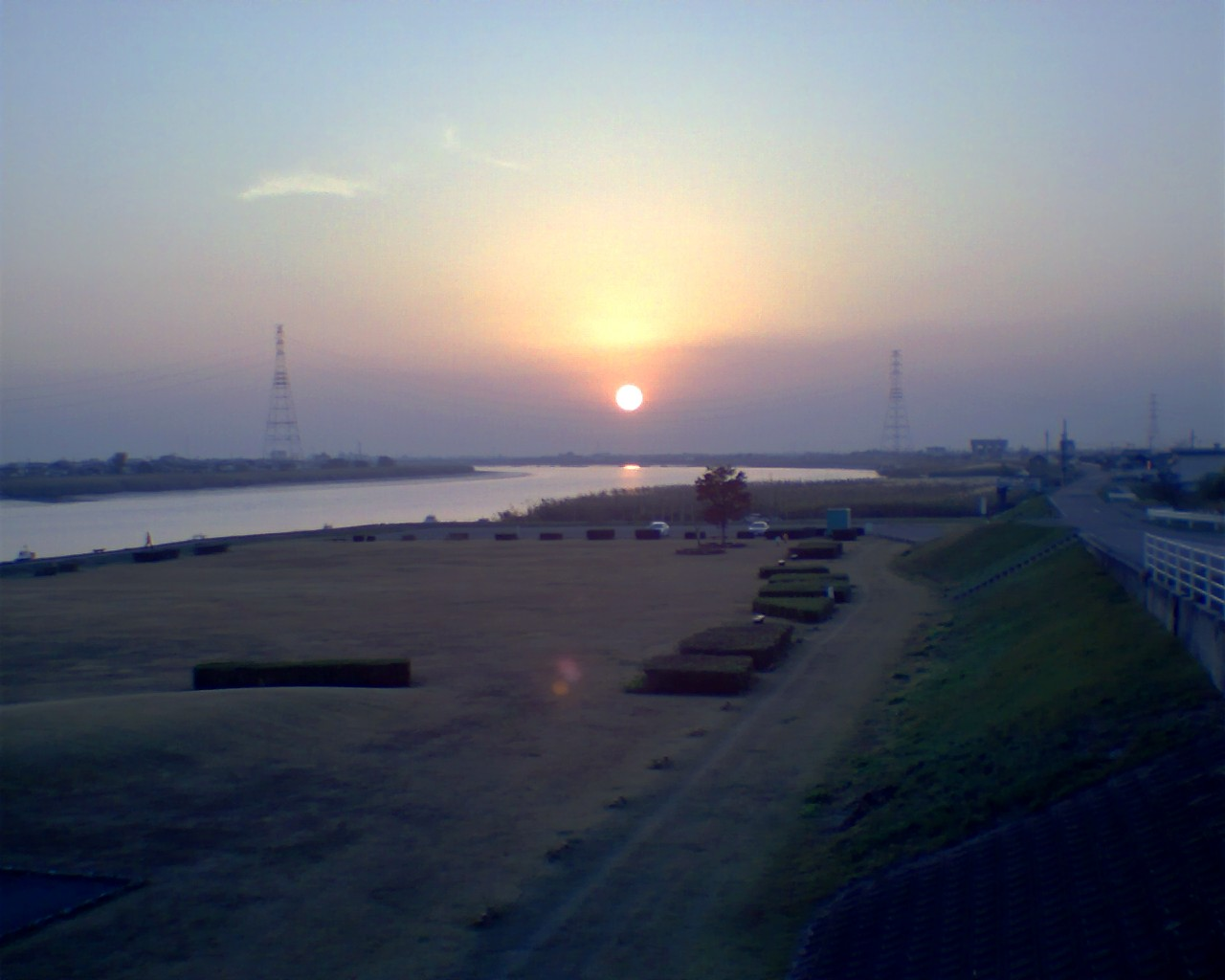
筑後川

『筑後川』（ちくごがわ）は、丸山豊作詞、團伊玖磨作曲による混声合唱組曲である。

## 概要
久留米音協合唱団の5周年記念委嘱作品として作曲された。ブリヂストン2代目社長・石橋幹一郎が、義兄である團に依頼して作曲された。1968年（昭和43年）12月20日、福岡県久留米市の石橋文化ホールにおいて作曲者自身の指揮により初演された。曲の完成の遅延により演奏会は2度延期され、公演の3日前にようやく団員全員に楽譜が渡された。主要旋律を同じ素材から出発させるなど、極めて交響曲的に作曲されている。ピアノ伴奏版の他に、オーケストラ伴奏版、吹奏楽伴奏版が存在する。
1969年（昭和44年）に楽譜が出版された。10万部を超えればヒットとされる合唱曲の中で、2018年時点でカワイ出版発行の楽譜は100刷を数え、累計では17万部または20万部を超す数を発行し増刷を重ねている。
團は「ぼくにとって、技術的にも大きな転機となった曲です」と語る。「日本の合唱がどうしても特殊になってしまうのは、教会の支持がないからなんですね。西洋の合唱は、教会がなければ考えられない。どうしたらいいかと思っていたときなんですね。今は歌い込んでいるからなんでもないようですが、そんなことを解決して、簡単な音で書こうと思っていたんです。」「阿蘇に一滴の水として生まれて、そしていろいろな試練を経てダムに入れられたり滝になって落ちたり、周辺の百万の農業や生活の水として役立って、人間の生活を支えて、大河となって最後に海に出ていくという、人の一生とクロスする。赤ん坊が生まれて、いろんなことに出合って、人のために役立って死んでいく（中略）音楽的に非常にとっかかりがいいということもあるでしょうね。」
「筑後川」ののち、團と丸山のコンビで5年ごとに久留米音協のために曲を書き下ろすことになる。「海上の道」（1973年）、「大阿蘇」（1978年）、「玄海」（1984年）はいずれも1992年（平成4年）刊行の「團伊玖磨合唱曲全集」第1巻に収められ、團が九州との縁が深かったこともあり第1巻は「九州シリーズ」とでもいうべき様相を呈している。
2002年から2006年にかけて、團伊玖磨の生前の思いをしのんで筑後川の上流から下流へと組曲を歌い継ぐコンサートが年1回ずつ、流域の5ヶ所（阿蘇郡小国町、旧浮羽郡吉井町、旧三潴郡城島町、佐賀市、大川市）で催された。2007年から「セカンド・チクルス」として團ゆかりの地5箇所を巡った。また、2007年1月には中国の蘇州で演奏された（中国初演）。

## 楽章
全5楽章からなる。なお、楽譜は調号を用いず、すべての曲が臨時記号を用いて書かれている。
1. みなかみ
  - ト長調。1973年（昭和48年）度全日本合唱コンクール課題曲。ソプラノ→アルト→テノール→バスの順に歌詞を歌い始める形になっている。
2. ダムにて
  - 変ホ長調。途中にソロが2ヶ所（男声と女声が1ヶ所ずつ）入っている。最終フレーズは5曲目の「河口」に似ているが、こちらはテンポが速い。
3. 銀の魚
  - ト長調。アカペラで始まり、途中からピアノ伴奏が入る。
4. 川の祭
  - ホ短調。同じフレーズを繰り返す形になっている。
5. 河口
  - 変ホ長調。1986年（昭和61年）度NHK全国学校音楽コンクール高等学校部門において課題曲として採用された。1988年（昭和63年）には高校教科書に採用された[1]。卒業式でも広く歌われる[1]。歌詞や旋律のパロディを含めて特に単独で取り上げられることが多く、楽譜出版数も多い。